# Tatort: Edel sei der Mensch und gesund
Edel sei der Mensch und gesund ist ein Fernsehfilm aus der Krimireihe Tatort. Der vom RBB produzierte Film wurde am 3. April 2011 erstgesendet. Kriminalhauptkommissar Till Ritter geht sein 30. Fall, auch aus privaten Gründen, sehr nahe. Zusammen mit seinem Kollegen Felix Stark, für den es sein 24. Fall ist, ermittelt er im Umfeld einer Arztpraxis, die das deutsche Gesundheitssystem anprangert.

## Handlung
Als der Rentner Olaf Mühlhaus seinen Arzt Dr. Gerhard Schmuckler aufsucht, der auch ein alter Freund ist, reicht dieser ihn an die in seiner Praxis angestellte Frau Dr. Antje Berger weiter, da er dringend weg muss. Mühlhaus missfällt das. Die Ärztin untersucht ihn und spricht ihn auf eine blutunterlaufene Stelle an seinem Körper an. Der alte Mann antwortet, er habe sich an einem Stuhl gestoßen. Als ihm Dr. Berger die Anweisung gibt, seine Tabletten gegen Morbus Crohn weiter einzunehmen, antwortet er ihr, dass er diese doch gar nicht mehr brauche. Die Ärztin widerspricht und weist ihn darauf hin, dass er dieses Mittel unbedingt einnehmen müsse, er wisse doch, dass seine Krankheit nicht heilbar sei. Sie verschreibt ihm Arcodelandat-Tabletten.
Einige Tage später werden die Kriminalhauptkommissare Till Ritter und Felix Stark zu einer Obduktion gerufen, auf dem Tisch liegt Olaf Mühlhaus. Der Gerichtsmediziner teilt den Kommissaren mit, dass der Rentner vor fünf Tagen verstorben sei; er habe an der chronisch-entzündlichen Darmerkrankung Morbus Crohn gelitten. Todesursache seien zwei Medikamente gewesen, deren Wirkung sich wechselseitig verstärkten und damit das Immunsystem komplett lahmgelegt hätten. Arcodelandat sei täglich einzunehmen, Diotalat wird alle zwei Monate über eine Infusion zugeführt. Die Mittel hätten außerdem die Blutgerinnung beeinflusst, daher auch die Hämatome an Mühlhaus’ Körper.
Bei der Tochter des Verstorbenen erfahren die Kommissare, dass Mühlhaus keine Infusion erhalten habe. Ihr Vater sei jedoch bei seinem letzten Besuch nicht von Dr. Schmuckler, sondern von dessen Vertretung Dr. Berger, behandelt worden. Sowohl Dr. Berger als auch Dr. Gerhard Schmuckler wissen nichts von einer Behandlung des Patienten durch Infusion, auch in der Krankenakte ist keine Infusion vermerkt. Er müsse sie wohl in einer anderen Praxis erhalten haben. Mühlhaus' Tochter Patrizia weiß nichts davon, dass ihr Vater noch zu einem anderen Arzt gegangen sei, und ist sich sicher, dass er ihr das erzählt hätte. Dies wird durch eine Recherche von Kommissar Lutz Weber erhärtet.
In der im Haus der Arztpraxis liegenden Apotheke wurde die Infusionslösung in der letzten Zeit zwei Mal für 8.000 Euro verkauft, auf Privatrezept oder direkt an einen Arzt. Laut Aussage des Apothekers sind keine Daten mehr vorhanden, an wen das Mittel gegangen ist.
Schmucklers Sohn Martin, ebenfalls Arzt in der Praxis seines Vaters, ist mit der Arzthelferin Yvonne verheiratet. Er hat ein Verhältnis mit Dr. Berger, die sich in die Praxis einkaufen will und sich um einen Kredit bemüht. Sie drängt Martin, seinen Vater zu einer Zusage zu bewegen. Sie fragt, ob Dr. Schmuckler vielleicht ein Fehler bei seinem alten Freund Mühlhaus unterlaufen sei. Derweil legt die langjährige Arzthelferin Karin Diestel ihrem Chef Schmuckler Abrechnungsunterlagen vor und meint, man müsse in nächster Zeit vorsichtiger sein.
Dr. Antje Berger wird kurz darauf erschlagen aufgefunden. Da an ihrer Tür keine Einbruchsspuren festgestellt werden, geht die Polizei davon aus, dass sie ihren Mörder gekannt hat. Nach ihren Alibis befragt, bestätigt Yvonne Schmuckler, dass ihr Mann Martin ab halb neun zu Hause gewesen sei. Dr. Gerhard Schmuckler gibt an, er habe Hausbesuche gemacht, will aber keine Namen nennen. Auch Susanne Richthofen, Besitzerin des Cafés gegenüber der Praxis, zu der Ritter sich hingezogen fühlt und die ein krankes Kind hat, das regelmäßig in der Praxis Schmuckler behandelt wurde, wird befragt. Sie war mit Dr. Berger befreundet und erzählt, dass es Schicksal gewesen sei, dass die Ärztin vor einem halben Jahr in ihr Café gekommen sei. Damals habe sie ihrer Tochter das Leben gerettet.
Weitere Ermittlungen ergeben, dass eine Patientin Dr. Berger wegen zu hoher Abrechnungen angezeigt hatte. Die Praxis hatte einen Fehler eingestanden, das Verfahren wurde eingestellt. Es stellt sich heraus, dass die Budgetierung der Kassen, die nur einen bestimmten Betrag pro Quartal zur Verfügung stellte, von Dr. Schmuckler regelmäßig um 15.000 bis 20.000 Euro pro Quartal überzogen wurde. Da der Arzt eine andere Einnahmequelle brauchte, wurden diese Kosten von ihm und seiner Vertrauten Karin Diestel auf Privatpatienten umgelegt. Dr. Schmuckler meint zu den Kommissaren, dass bei den Krankenkassen jährlich um 15 Milliarden Euro betrogen werde. Er jedoch habe seinen Patienten grundsätzlich nur die billigsten Medikamente verschreiben dürfen, nicht die, die sie wirklich gebraucht hätten. Außerdem habe er sich für jeden Patienten höchstens acht Minuten Zeit nehmen dürfen. Er habe die Kosten doch nur verlagert, um denen zu helfen, die Hilfe gebraucht hätten. So hat Schmuckler auch seinem Freund die teure Infusionstherapie unter der Hand besorgt und sie nicht in Krankenakte eingetragen: Die Kommissare lassen Schmuckler wissen, dass seine Mitverantwortung am Tod von Olaf Mühlhaus in einem separaten Verfahren geklärt werden müsse. Ritter meint zu seinem Kollegen Stark, dass er anfange, das Verhalten von Schmuckler zu verstehen.
Gerade als die Kommissare die Praxis verlassen, kommt ein Krankenwagen. Sophia, Susanne Richthofens Tochter, atmet nicht mehr, ihre Lippen sind ganz blau. Die Kleine leidet an Mukoviszidose und hat auf ein Antibiotikum überreagiert, das sie wegen eines Infekts nehmen musste. Dr. Schmuckler durfte dem Kind das sehr viel teurere und besser geeignete Mittel Tobramycin im laufenden Quartal aus Kostengründen nicht mehr verschreiben. Die zuständige Krankenkasse habe beschieden, dass es Sophia noch nicht schlecht genug gehe, um ein solch teures Mittel zu bekommen. Susanne Richthofen fleht Ritter an, dass er Dr. Schmuckler wegen seiner Handlungsweise nicht verurteilen dürfe, es sei richtig, was er getan habe. Sie sei bei Antje Berger gewesen und habe sie um Hilfe gebeten. Die Ärztin habe jedoch nur an ihre Praxis gedacht und an ihren Ruf. Es habe sie nicht interessiert, dass sie sie um Hilfe für ihr Kind angefleht habe. Da sei es passiert. Ritter hört sie am Bett ihrer Tochter sagen, dass sie einfach alles für sie tun würde, das dürfe sie nie vergessen. Ritter und Stark verlassen wort- und hilflos das Krankenhaus.

## Rezeption

### Einschaltquoten
Die Erstausstrahlung von Edel sei der Mensch und gesund am 3. April 2011 wurde in Deutschland von insgesamt 9,51 Millionen Zuschauern gesehen und erreichte einen Marktanteil von 26,1 % für Das Erste; in der Gruppe der 14- bis 49-jährigen Zuschauer konnten 3,03 Millionen Zuschauer und ein Marktanteil von 19,9 % erreicht werden.

### Kritiken
Christian Buß von Spiegel Online war der Ansicht, dass es sich bei dieser Tatort-Folge um einen „kompakten, emphatischen und klug konstruierten Themen-Tatort“ handele, ein „Kammerspiel, in dem die Schieflage des deutschen Gesundheitswesens im Mikrokosmos einer Altberliner Familienpraxis durchgespielt [werde]“.
TV Spielfilm lobte, „trotz hoch erhobenen Zeigefingers bleibt der Fall spannend und bewegend“ und fasste zusammen: „Sparzwang führt zu Mord und Totschlag!“
Dieter Hoß von Stern.de titelte: „Bleiben Sie bloß gesund!“ und war der Meinung, dass „die Grenzen zwischen Gut und Böse verschwimmen“ in diesem Tatort. Dieter Hoß’ Urteil lautete:  „Ein überzeugender Tatort, gut erzählt.“
Für Rainer Tittelbach war die Tatort-Folge Edel sei der Mensch und gesund zwar als Themenfilm überzeugend, als Krimi aber eher enttäuschend, auch stieß er sich an den vielen „Leidensmienen“ im Film:

„Eine falsche Medikation kostet einem Rentner das Leben. Ein Krimi-Drama über die Verteilungskämpfe im Gesundheitswesen. Als Themenfilm, der diskussionsträchtig zuspitzt, ist dieser Berliner ‚Tatort‘ überzeugend, als Krimi weniger. Der Film ist als Kammerspiel angelegt, mit guten Schauspielern, deren Spiel ein wenig spröde wirkt. Gute Drehbuch-Ideen. Allein der Bild-Regisseur Florian Froschmayer ist für solch ein schwergewichtiges Schauspieler-Drama nicht der Richtige – und so nehmen die Leidensmienen kein Ende.“